# Sebastián Lerdo de Tejada

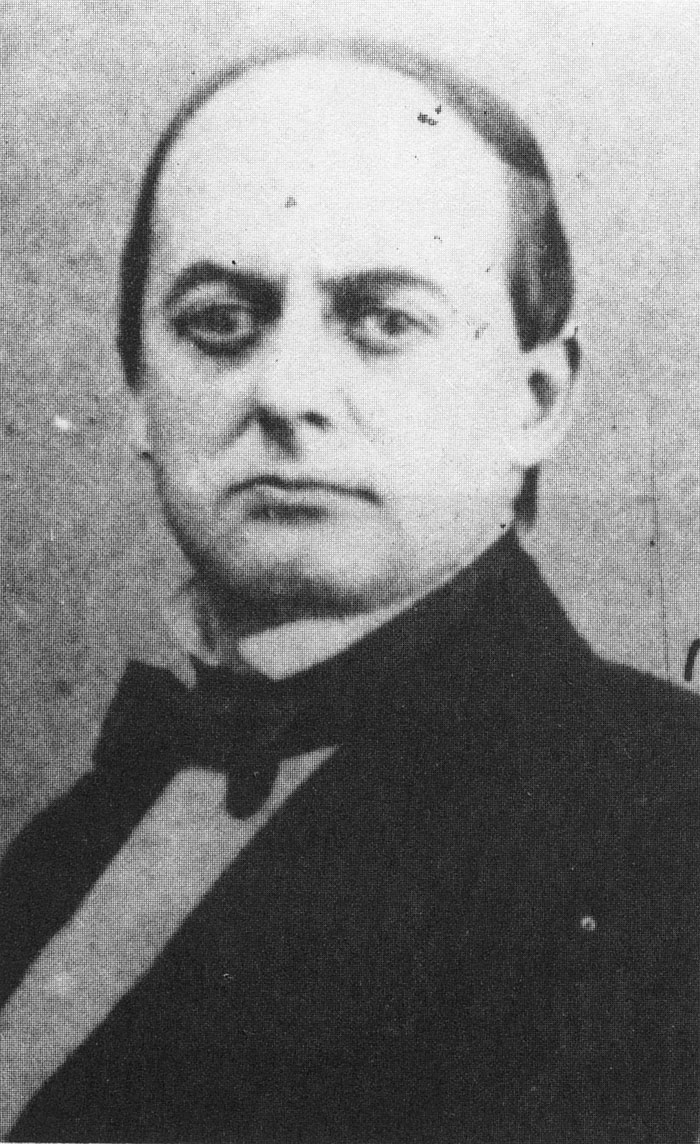
Sebastián Lerdo de Tejada

För andra betydelser, se Sebastián Lerdo de Tejada (olika betydelser).
Sebastián Lerdo de Tejada y Corral Bustillos, född 24 april 1823 i Xalapa, Veracruz, död 21 april 1889 i New York, USA,  var mexikansk jurist och landets president 1872–1876.
I samband med att Mexikanska republiken återskapas 1871 efter kejsar Maximilians fall ställer Lerdo och Porfirio Díaz upp som kandidater mot Benito Juárez som blir omvald. Lerdo tillsätts som ordförande i högstadomstolen och som sådan blir har interimspresident då Juárez dör 1872. Han dör utan att ha gift sig i landflykt i New York. Hans kvarlevor återbördas till Mexiko och är begravda vid Rotonda de los Hombres Ilustres.